# Melodifestivalen 2018
Il Melodifestivalen 2018 si è svolto dal 3 febbraio al 10 marzo 2018 con finale a Stoccolma, presso la Friends Arena. 
Si tratta della 58ª edizione del concorso canoro, che ha decretato il rappresentante della Svezia all'Eurovision Song Contest 2018.
I presentatori di quest'edizione sono stati David Lindgren e Fab Freddie.
La gara è stata vinta da Benjamin Ingrosso con il brano Dance You Off, che poi si è classificato 7° all'Eurovision Song Contest.

## Organizzazione

### Città e sedi
Per la diciassettesima volta nella storia del Melodifestivalen le semifinali si svolgeranno in diverse città della Svezia. 
Le città che hanno ospitato lo show sono state:
| Data             | Evento                      | Città        | Sede               | Immagine |
| ---------------- | --------------------------- | ------------ | ------------------ | -------- |
| 3 febbraio 2018  | Semifinale 1                | Karlstad     | Löfbergs Arena     |          |
| 10 febbraio 2018 | Semifinale 2                | Göteborg     | Scandinavium       |          |
| 17 febbraio 2018 | Semifinale 3                | Malmö        | Malmö Arena        |          |
| 24 febbraio 2018 | Semifinale 4                | Örnsköldsvik | Fjällräven Center  |          |
| 3 marzo 2018     | Andra Chansen (Ripescaggio) | Kristianstad | Kristianstad Arena |          |
| 18 marzo 2018    | Finale                      | Stoccolma    | Friends Arena      |          |

## Partecipanti
| Artista                      | Titolo                   | Lingua            | Compositori                                                                                    |
| ---------------------------- | ------------------------ | ----------------- | ---------------------------------------------------------------------------------------------- |
| Barbi Escobar                | Stark                    | Svedese           | Barbi Escobar, Costa Leon, Andreas ”Stone” Johansson                                           |
| Benjamin Ingrosso            | Dance You Off            | Inglese           | Benjamin Ingrosso, MAG, Louis Schoorl, K Nita                                                  |
| Dotter                       | Cry                      | Inglese           | Linnea Deb, Peter Boström, Thomas G:son, Johanna Jansson                                       |
| Edward Blom                  | Livet på en pinne        | Svedese           | Edward Blom, Thomas G:son, Stefan Brunzell, Kent Olsson                                        |
| Elias Abbas                  | Mitt paradis             | Svedese           | Anderz Wrethov, Hamed “K-One” Pirouzpanah, Sami Rekik                                          |
| Emmi Christensson            | Icarus                   | Inglese           | Thomas G:son, Christian Schneider, Andreas Hedlund                                             |
| Felicia Olsson               | Break That Chain         | Inglese           | Bobby Ljunggren, Kristian Lagerström, Joy Deb                                                  |
| Felix Sandman                | Every Single Day         | Inglese           | Noah Conrad, Parker James, Jake Torry, Felix Sandman                                           |
| Ida Redig                    | Allting som vi sa        | Svedese           | Yvonne Dahlbom, Jesper Welander, Ida Redig                                                     |
| Jessica Andersson            | Party Voice              | Inglese           | Fredrik Kempe, David Kreuger, Niklas Carson Mattsson, Jessica Andersson                        |
| John Lundvik                 | My Turn                  | Inglese           | Anna-Klara Folin, John Lundvik, Jonas Thander                                                  |
| Jonas Gardell                | Det finns en väg         | Svedese           | Calle Kindbom, Jonas Gardell, Mats Tärnfors                                                    |
| Kalle Moraeus & Orsa Spelmän | Min dröm                 | Svedese           | Thomas G:son, Alexzandra Wickman                                                               |
| Kamferdrops                  | Solen lever kvar hos dig | Svedese           | Herbert Trus, Danne Attlerud, Martin Klaman, Krstoffer Tømmerbakke, Erik Smaaland, Kamferdrops |
| Kikki Danielsson             | Osby Tennessee           | Svedese           | Sulo Karlsson, Kikki Danielsson                                                                |
| LIAMOO                       | Last Breath              | Inglese           | Liam Cacatian Thomassen, Morten Thorhauge, Peter Bjørnskov, Lene Dissing                       |
| Margaret                     | In My Cabana             | Inglese           | Anderz Wrethov, Linnea Deb, Arash Labaf, Robert Uhlmann                                        |
| Mariette                     | For You                  | Inglese           | Jörgen Elofsson                                                                                |
| Martin Almgren               | A Bitter Lullaby         | Inglese           | Josefin Glenmark, Märta Grauers                                                                |
| Méndez                       | Everyday                 | Inglese, spagnolo | Leopoldo Mendez, Jimmy Jansson, Palle Hammarlund                                               |
| Mimi Werner                  | Songburning              | Inglese           | Göran Werner, Mimi Werner, Niki Niki, Carl Varga, Johan Åsgärde, Oliver Lundström              |
| Moncho                       | Cuba Libre               | Svedese, spagnolo | Jimmy Jansson, David Strääf, Markus Videsäter, Axel Schylström, Moncho                         |
| Olivia Eliasson              | Never Learn              | Inglese           | Anton Ewald, Jonas Wallin, Astrid S                                                            |
| Renaida                      | All the Feels            | Inglese           | Laurell Barker, Jon Hällgren, Peter Barringer, Lukas Hällgren                                  |
| Rolandz                      | Fuldans                  | Svedese           | Fredrik Kempe, Robert Gustafsson, Regina Hedman                                                |
| Samir & Viktor               | Shuffla                  | Svedese           | Andreas ”Stone” Johansson, Denniz Jamm, Costa Leon, Samir Badran, Viktor Frisk                 |
| Sigrid Bernson               | Patrick Swayze           | Inglese           | Andrej Kamnik, Josefin Glenmark, Peg Parnevik, Sigrid Bernson                                  |
| Stiko Per Larsson            | Titta vi flyger          | Svedese           | Stiko Per Larsson, Emil Rotsjö                                                                 |

## Semifinali

### Prima Semifinale
La prima semifinale si è svolta presso la Löfbergs Arena di Karlstad, ed ha visto competere i primi 7 artisti.
I primi due, che passano automaticamente alla finale, sono Benjamin Ingrosso e John Lundvik, mentre andranno al ripescaggio Renaida e Sigrid Bernson.
| Ordine | Artista           | Titolo                   | Posizione |
| ------ | ----------------- | ------------------------ | --------- |
| 1      | Sigrid Bernson    | Patrick Swayze           | 4         |
| 2      | John Lundvik      | My Turn                  | 2         |
| 3      | Renaida           | All the Feels            | 3         |
| 4      | Edward Blom       | Livet på en pinne        | 5         |
| 5      | Kikki Danielsson  | Osby Tennessee           | 7         |
| 6      | Kamferdrops       | Solen lever kvar hos dig | 6         |
| 7      | Benjamin Ingrosso | Dance You Off            | 1         |

### Seconda Semifinale
La seconda semifinale si è svolta presso lo Scandinavium di Göteborg.
I primi due, che passano automaticamente alla finale, sono Samir & Victor e LIAMOO, mentre andranno al ripescaggio Margaret e Mimi Werner.
| Ordine | Artista           | Titolo            | Posizione |
| ------ | ----------------- | ----------------- | --------- |
| 1      | Samir & Victor    | Shuffla           | 1         |
| 2      | Ida Redig         | Allting som vi sa | 5         |
| 3      | Jonas Gardell     | Det finns en väg  | 7         |
| 4      | Margaret          | In My Cabana      | 3         |
| 5      | Stiko Per Larsson | Titta vi flyger   | 6         |
| 6      | Mimi Werner       | Songburning       | 4         |
| 7      | LIAMOO            | Last Breath       | 2         |

### Terza Semifinale
La terza semifinale si è tenuta presso la Malmö Arena di Malmö, che in passato ha ospitato l'Eurovision Song Contest 2013.
I primi due, che passano automaticamente alla finale, sono Martin Almgren e Jessica Andersson, mentre andranno al ripescaggio Méndez e Moncho.
| Ordine | Artista                      | Titolo           | Posizione |
| ------ | ---------------------------- | ---------------- | --------- |
| 1      | Martin Almgren               | A Litter Lullaby | 1         |
| 2      | Barbi Escobar                | Stark            | 7         |
| 3      | Moncho                       | Cuba Libre       | 4         |
| 4      | Jessica Andersson            | Party Voice      | 2         |
| 5      | Kalle Moraeus & Orsa Spelmän | Min dröm         | 5         |
| 6      | Dotter                       | Cry              | 6         |
| 7      | Méndez                       | Everyday         | 3         |

### Quarta Semifinale
L'ultima semifinale si è tenuta per la prima volta presso il Fjällräven Center di Örnsköldsvik.
I primi due, che passano automaticamente alla finale, sono Mariette ed i Rolandz, mentre andranno al ripescaggio Felix Sandman ed Olivia Eliasson.
| Ordine | Artista           | Titolo           | Posizione |
| ------ | ----------------- | ---------------- | --------- |
| 1      | Emmi Christensson | Icarus           | 6         |
| 2      | Elias Abbas       | Mitt paradis     | 5         |
| 3      | Felicia Olsson    | Break That Chain | 7         |
| 4      | Rolandz           | Fuldans          | 2         |
| 5      | Olivia Eliasson   | Never Learn      | 4         |
| 6      | Felix Sandman     | Every Single Day | 3         |
| 7      | Mariette          | For You          | 1         |

## Ripescaggi

### Duelli
Il ripescaggio si è tenuto, sempre per la prima volta, alla Kristianstad Arena di Kristianstad.
Rimane invariato il sistema dei ripescaggi, che ha mandato in finale quattro partecipanti, tramite quattro duelli.
| Duello | Ordine | Artista         | Titolo           | Punteggio |
| ------ | ------ | --------------- | ---------------- | --------- |
| I      | 1      | Margaret        | In My Cabana     | 877 351   |
| I      | 2      | Moncho          | Cuba Libre       | 602 941   |
| II     | 1      | Renaida         | All The Feels    | 884 188   |
| II     | 2      | Olivia Eliasson | Never Learn      | 682 801   |
| III    | 1      | Felix Sandman   | Every Single Day | 868 152   |
| III    | 2      | Mimi Werner     | Songburning      | 583 305   |
| IV     | 1      | Sigrid Bernson  | Patrick Swayze   | 741 226   |
| IV     | 2      | Méndez          | Every Day        | 767 551   |

## Finale
La finale si è svolta il 10 marzo 2018 presso la Friends Arena di Stoccolma.
| #  | Artista           | Titolo           | Punteggio | Punteggio | Punteggio | Posizione |
| #  | Artista           | Titolo           | Giurie    | Televoto  | Totale    | Posizione |
| -- | ----------------- | ---------------- | --------- | --------- | --------- | --------- |
| 1  | Méndez            | Everyday         | 2         | 62        | 64        | 12        |
| 2  | Renaida           | All the Feels    | 30        | 51        | 81        | 9         |
| 3  | Martin Almgren    | A Bitter Lullaby | 43        | 41        | 84        | 8         |
| 4  | John Lundvik      | My Turn          | 66        | 62        | 128       | 3         |
| 5  | Jessica Andersson | Party Voice      | 33        | 37        | 70        | 11        |
| 6  | LIAMOO            | Last Breath      | 52        | 53        | 105       | 6         |
| 7  | Samir & Viktor    | Shuffla          | 54        | 60        | 114       | 4         |
| 8  | Mariette          | For You          | 64        | 49        | 113       | 5         |
| 9  | Felix Sandman     | Every Single Day | 94        | 64        | 158       | 2         |
| 10 | Margaret          | In My Cabana     | 62        | 41        | 103       | 7         |
| 11 | Benjamin Ingrosso | Dance You Off    | 114       | 67        | 181       | 1         |
| 12 | Rolandz           | Fuldans          | 24        | 51        | 75        | 10        |